# مجمع محمد بن راشد آل مكتوم للطاقة الشمسية

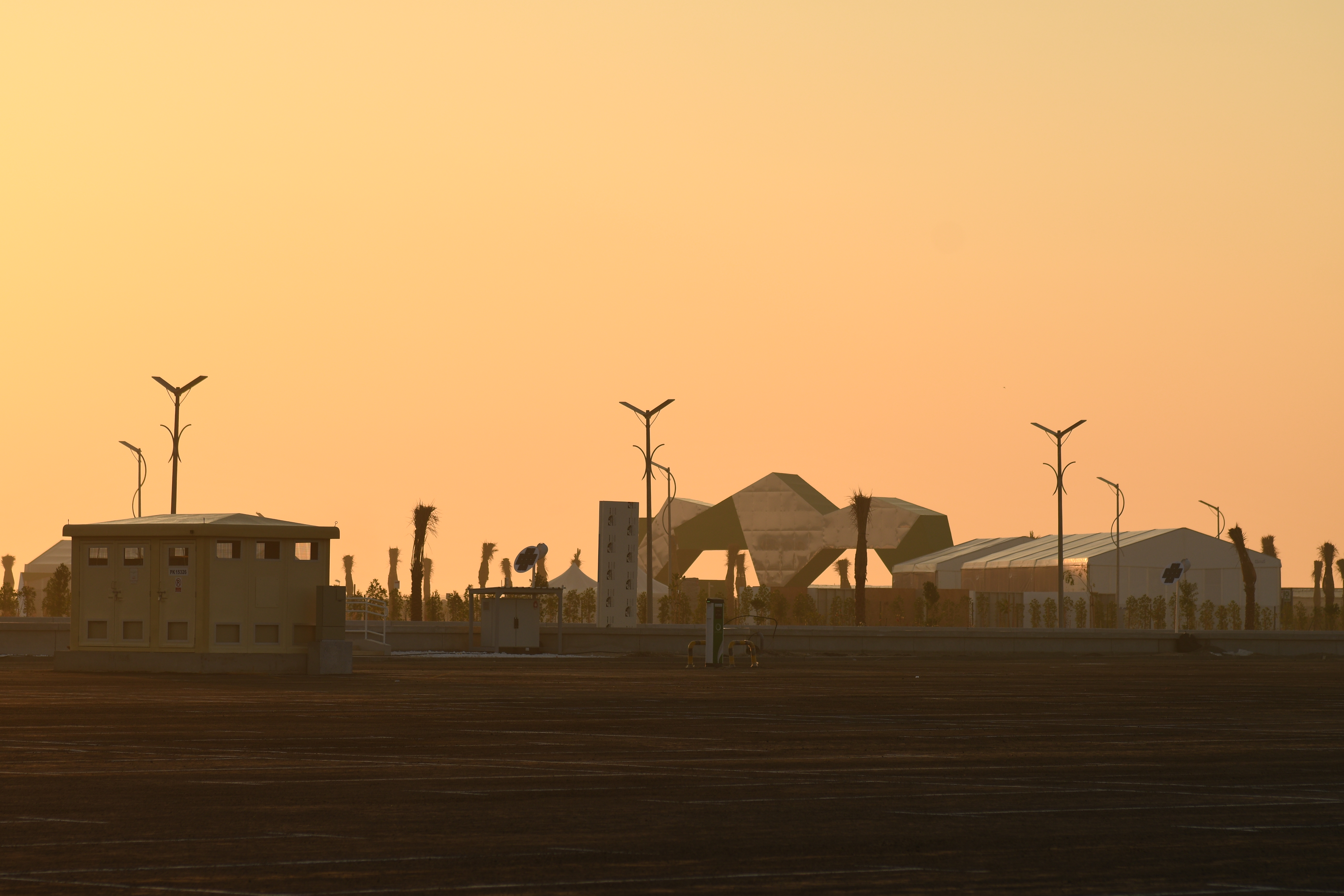
مجمع محمد بن راشد آل مكتوم للطاقة الشمسية

مجمع محمد بن راشد آل مكتوم للطاقة الشمسية هي محطة توليد طاقة شمسية تمتد على مساحة إجمالية تبلغ 77 كيلومتر مربع في سيح الدحل، على بعد حوالي 50 كيلومترًا جنوب مدينة دبي. تم تنفيذ المجمع من قبل هيئة كهرباء ومياه دبي. و تم بالفعل منح عطاءات بقيمة 1000 ميغاواط. تم تفويض المرحلة الأولى من المشروع في 22 أكتوبر 2013.
يُعد مجمع محمد بن راشد آل مكتوم للطاقة الشمسية أحد أكبر المشاريع المتجددة في العالم على أساس نموذج منتج طاقة مستقل (IPP). إلى جانب المراحل الثلاث التي تتكون من مزارع الطاقة الشمسية باستخدام التكنولوجيا الكهروضوئية، يشمل المشروع طويل المدى أيضًا طاقة شمسية مركزة. من المخطط أن تصل السعة الإجمالية للمشروع بالكامل إلى 5000 ميجاوات.
تبلغ استثماراته 50 مليار درهم. وسيخفض أكثر من 6.5 مليون طن من الانبعاثات الكربونية سنوياً.وقد ساهم مجمع محمد بن راشد آل مكتوم للطاقة الشمسية في حصول هيئة كهرباء ومياه دبي على جائزة مشروع الطاقة لعام 2014 ضمن جوائز ميد لجودة المشاريع 2014،

## التاريخ
أعلن محمد بن راشد آل مكتوم عن إنشاء المجمع الشمسي في يناير 2012 في منطقة سيح الدحل.

## مراحل المشروع
| المرحلة           | القدرة                              | التكنولوجيا      | التفويض                         |
| ----------------- | ----------------------------------- | ---------------- | ------------------------------- |
| الأولى            | 13 MW                               | ألواح كهروضوئية  | 2013                            |
| الثانية           | 200 ميجاواط                         | ألواح كهروضوئية  | أبريل 2017                      |
| الثالثة (3 أجزاء) | 200 ميجاواط 300 ميجاواط             | ألواح كهروضوئية  | مايو 2018 متوقع 2019 متوقع 2020 |
| الرابعة (3 أجزاء) | 600 ميجاواط 100 ميجاواط 250 ميجاواط | طاقة شمسية مركزة | غير محدد                        |
| الخامسة           | 900 ميجاواط                         | ألواح كهروضوئية  | متوقع (2021)                    |
| المجموع           | 2863 ميجاواط                        |                  |                                 |

## المحطات والمراكز في المجمع
يضم المجمع عدة محطات ومراكز من أبرزها :

###### مركز الابتكار
تم افتتاح مركز الابتكار في 2020 بهدف دعم الابتكار والإبداع في مجال الطاقة النظيفة والمتجددة ورفع مستوى الوعي حول الاستدامة، وتنمية القدرات الوطنية وتعزيز تنافسية الأعمال في هذا القطاع.

###### مركز البحوث والتطوير
تركز أعمال البحوث والتطوير على 4 مجالات بحثية رئيسية تشمل إنتاج الكهرباء من الطاقة الشمسية وغيرها من تقنيات الطاقة النظيفة، وتكامل الشبكات الذكية، وكفاءة الطاقة، والمياه.

###### محطة تحلية المياه
تعمل محطة ضخ وتحلية المياه في المجمع باستخدام تقنية التناضح العكسي والطاقة الشمسية الكهروضوئية، بقدرة إنتاجية تبلغ 50 متراً مكعباً أي ما يعادل 11 ألف جالون تقريباً يومياً. وتدعم جهود مؤسسة سقيا الإمارات التابعة لمؤسسة مبادرات محمد بن راشد آل مكتوم العالمية لتوفير المياه النظيفة والصالحة للشرب للمحتاجين في الدول الفقيرة.

## جوائز وتقييمات
- ساهم المجمع في دخول هيئة كهرباء ومياه دبي موسوعة غينيس للأرقام القياسية، لتحطيمها الرقم القياسي العالمي عن أكبر مشروع للطاقة الشمسية المركّزة على مستوى العالم، وأعلى برج للطاقة الشمسية المركزة في العالم بارتفاع 263.126 متراً، وأكبر سعة تخزينية للطاقة الحرارية في العالم بقدرة 5,907 ميجاوات ساعة، ضمن المرحلة الرابعة من مجمع محمد بن راشد آل مكتوم للطاقة الشمسية.[11][12]

- ساهم المجمع في حصول هيئة كهرباء ومياه دبي على جائزة مشروع الهيدروجين الأخضر لعام 2023 عن مشروع "الهيدروجين الأخضر" الذي نفذته الهيئة في مجمع محمد بن راشد آل مكتوم للطاقة الشمسية[11]

- أول مختبر بتقنية الطباعة ثلاثية الأبعاد على مستوى العالم وفق موسوعة غينيس للأرقام القياسية عن مختبر الروبوتات والطائرات المسيرة (الدرون) التابع لهيئة كهرباء ومياه دبي في مركز البحوث والتطوير في المجمع[13]

- أضخم مركز بيانات أخضر وفق تصنيف موسوعة «غينيس» للأرقام القياسية، حيث يعتمد المركز في المجمع على الطاقة الشمسية بنسبة 100%.[13]
- جائزة أفضل مشروع طاقة شمسية للعام على مستوى المؤسسات الخدماتية ضمن جوائز جمعية الشرق الأوسط لصناعات الطاقة الشمسية (MESIA) 2023 عن المرحلة الرابعة من المجمع.[13]
- فازت هيئة كهرباء ومياه دبي بجائزة "أفضل صفقة للطاقة المتجددة في الشرق الأوسط وإفريقيا لعام 2020" عن المرحلة الخامسة من مجمع محمد بن راشد آل مكتوم للطاقة الشمسية بتقنية الألواح الشمسية الكهروضوئية من قبل مجلة "بروجكت فاينانس انترناشونال" التابعة لوكالة الأنباء العالمية "تومسون رويترز" وهي مجلة متخصصة في متابعة وتحليل المشاريع والبيانات المالية والصفقات للمشاريع على مستوى العالم.[14]
- جائزة «مبادرة الاستدامة للعام 2018» ضمن برنامج جوائز الاستدامة 2018 من مجموعة «بيزنيس إنتيليجنس غروب الأمريكية»[13]
- ساهم مجمع محمد بن راشد آل مكتوم للطاقة الشمسية في حصول هيئة كهرباء ومياه دبي على جائزة مشروع الطاقة لعام 2014 ضمن جوائز ميد لجودة المشاريع 2014، وهي جائزة تمنح للمرة الأولى لقطاع الطاقة المتجددة في المنطقة.[15]

- نال مشروع تنفيذ المرحلة الثالثة من مجمع محمد بن راشد آل مكتوم للطاقة الشمسية في دبي جائزة "أفضل مشروع طاقة شمسية لعام 2018" خلال حفل توزيع جوائز "ايجان باور" الذي أقيم في العاصمة الإندونيسية جاكرتا.[16]